# Grande Teatro Tupi
O Grande Teatro Tupi foi um programa de teleteatro idealizado por Sérgio Britto e produzido pela TV Tupi Rio de Janeiro e pela TV Tupi São Paulo. O Grande Teatro foi um dos programas mais populares da extinta TV Tupi. Era exibido nas segundas feiras às 22 horas, e tinha em seu elenco os grandes artistas do TBC como Fernanda Montenegro, Nathalia Timberg e Ítalo Rossi
O programa exibia peças de teatro famosas adaptadas para a televisão, e tinha a direção de Sérgio Britto. A maioria das peças eram adaptadas por Manoel Carlos.
O Grande Teatro Tupi, ao longo de seus 9 anos de existência, encenou, aproximadamente, 450 telepeças. Em 1957, a Revista do Rádio apontou a atriz do Grande Teatro, Fernanda Montenegro, como a "melhor atriz ingênua" da televisão carioca.
Eram bons tempos de televisão com qualidade. Porém, O Grande Teatro passava pelos mesmos atropelos, falhas técnicas e improvisos que marcaram toda a década de programação ao vivo numa época que não se utilizava o videotape.
O elenco do Grande Teatro reunia-se para ensaiar, sempre depois das 23 horas, quando terminavam as apresentações das peças, nos teatros. Os ensaios eram feitos durante a semana, numa salinha alugada pela emissora, na rua Siqueira Campos, em Copacabana, e somente na segunda-feira, passavam as cenas e marcações juntamente com os câmeras, nos estúdios da Tupi. Fernanda Montenegro e Nathália Timberg passariam a protagonizar todas as telepeças do Grande Teatro e o simples anúncio de seus nomes nos jornais era motivo de audiência garantida.
A revista Radiolândia, que comentava os bastidores do rádio e da televisão, foi uma das primeiras a reconhecer a popularidade que o programa conquistava junto aos telespectadores cariocas e, na edição de 10 de novembro de 1956, publicou a primeira grande reportagem sobre o Grande Teatro Tupi, assinada por Souza Lima, com o título "Vitorioso o Grande Teatro da TV Tupi". O jornalista apontava como um dos fatores de sucesso do programa a atuação do "conjunto de Sérgio Britto", referindo-se à sua equipe. Na direção das telepeças revezavam-se Fernando Torres, Sérgio Britto e Flávio Rangel. Os cenários eram assinados por Pernambuco de Oliveira , a direção de TV, de Mário Provenzano e a sonoplastia, sempre muito elogiada, cabia a Rúbio Freire.
Ao grupo de atores foram juntando-se outros, como Cláudio Cavalcanti, Francisco Cuoco e Norma Blum além de inúmros "convidados especiais" que fizeram participações inesquecíveis no programa como Glauce Rocha, Sérgio Cardoso, Fábio Sabag, Cacilda Becker, Mário Lago,Tarcísio Meira, Monah Delacy, Gianfrancesco Guarnieri, Glória Menezes, Amir Haddad, Antônio Abujamra, Beatriz Segall, Bibi Ferreira, Dulcina de Moraes entre outros.

## Elenco em ordem alfabética
- Altair Lima
- Aldo de Maio
- Amir Haddad
- Ângela Bonatti
- Antônio Abujamra
- Beatriz Segall
- Bibi Ferreira
- Cacilda Becker
- Carmem Silva
- Carminha Brandão
- Carlos Zara
- Célia Helena
- Cláudio Corrêa e Castro
- Cleyde Yáconis
- Dulcina de Moraes
- Eva Wilma
- Fábio Sabag
- Fernanda Montenegro
- Fernando Baleroni
- Fernando Torres
- Fregolente
- Geórgia Gomide
- Gianfrancesco Guarnieri
- Glória Menezes
- Guy Loup
- Henrique Martins
- Ida Gomes
- Ítalo Rossi
- Ivan Mesquita
- Jofre Soares
- John Herbert
- Jonas Mello
- Jorge Cherques
- José Damasceno
- José Parisi
- Laura Cardoso
- Lia de Aguiar
- Lima Duarte
- Maria Fernada
- Maria Della Costa
- Maria Helena Dias
- Mário Lago
- Maurício do Valle
- Miriam Mehler
- Moacyr Deriquém
- Nathalia Thimberg
- Norma Blum
- Oswaldo Loureiro
- Othon Bastos
- Procópio Ferreira
- Ricardo Bandeira
- Ruggero Jacobbi
- Ruth de Souza
- Ruy Rezende
- Rogério Márcico
- Sady Cabral
- Serafim Gonzalez
- Sérgio Britto
- Sérgio Cardoso
- Xandó Batista
- Tarcísio Meira
- Theresa Amayo
- Turíbio Ruiz
- Vida Alves
- Walter Forster
- Wanda Kosmo
- Yara Cortes
- Yara Lins
- Zbigniew Ziembinski

## Trilha sonora
- Smile - Charles Chaplin

## Principais peças

### 1954
- Os espectros
- Local: São Paulo
- Direção: Sérgio Britto

### 1956
- Os espectros
- Local: Rio de Janeiro
- Produção: TV Tupi, programa “Grande Teatro Tupi”, 30 de julho de 1956
- Direção: Sérgio Britto
- Elenco: Natália Timberg, Sérgio Britto, Ítalo Rossi, Fabio Sabag, Maria Helena

### 1957
- John Gabriel Borkman
- Local: Rio de Janeiro
- Produção: TV Tupi, programa “Grande Teatro Tupi", em 11 de fevereiro de 1957
- Direção: Sérgio Britto
- Elenco: Fernanda Montenegro, Nathalia Timberg, Sérgio Britto

- A casa de Rosmer
- Local: Rio de Janeiro
- Direção: Sérgio Britto[2]

### 1958
- Casa de Bonecas
- Local: São Paulo
- Direção: Wanda Kosmo
- Elenco: Laura Cardoso, Fernando Baleroni, José Parisi

### 1959
- Os espectros
- Local: São Paulo
- Produção: TV Tupi, programa “Grande Teatro Tupi”, 9 de março de 1959

### 1960
- Hedda Gabler
- Local: Rio de Janeiro
- Direção: Sérgio Britto[3]
- Elenco Fernanda Montenegro, Ângela Bonatti, Ítalo Rossi, Sérgio Britto

### 1961
- Hedda Gabler
- Local: São Paulo
- Direção: Wanda Kosmo[3]
- Elenco: Wanda Kosmo, Lima Duarte